# 喰 -kuu-
『喰 -kuu-』（くう）は、内田俊による日本のライトノベル。イラストはまりお金田が担当している。MF文庫J（メディアファクトリー）より2010年11月から2011年6月まで刊行された。第6回MF文庫Jライトノベル新人賞優秀賞受賞作。

## ストーリー
叔父が経営する食堂・ひまわりでアルバイトを始めた男子高校生・戌井八千代は、食堂に客として訪れた中学時代の同級生・井ノ原みのりと再会した。店の定番メニューで普通のラーメン8人前相当の「特製ひまわりラーメン」を注文したみのりは、大の大人でも食べるのに一苦労しそうなそのラーメンを難なく平らげてしまう。みのりは《極大引力》（ブラックホール）の二つ名を持つフードファイターだったのである。
みのりの華奢な体躯に似つかわしくない豪快な食べっぷりに抗し難い魅力を感じた八千代は、その場の勢いでみのりに告白。みのりは八千代に対して、まだ誰も完食したこと無いひまわりの看板メニューである普通のラーメン30人前相当の「食神」を完食すると言う条件を提示する。

## 登場人物
戌井八千代（いぬい やちよ）
本作の主人公。葵橋高校1年生。通称は「ハチ」。中学時代は野球部に所属していたが、怪我のためにグラウンドを離れる。高校入学後は、叔父が経営する食堂・ひまわりでアルバイトをしながら何か一心不乱に打ち込める物は無いだろうかと考えていた。そんな折に、8人前相当の特製ひまわりラーメンを目の前で苦も無く完食した中学時代の同級生・みのりの姿に惚れ込みその場で告白した。そして、自身も30人前相当の「食神」に挑むべくフードファイターの道に身を投じる。

井ノ原みのり（いのはら みのり）
本作のヒロイン。葵橋高校1年生。八千代とは中学時代の同級生だが、学校を欠席することが多く特に親しい関係ではなかった。かつては、その小柄で華奢な体躯からは想像も付かないスピードと量の食べっぷりで《極大引力》（ブラックホール）の二つ名を持つフードファイターであったが、ある事情でフードファイターとしての活動を休止していた。八千代の告白に対して、まだ誰も完食したことの無いひまわりの看板メニュー「食神」を完食したら付き合ってもいいと条件提示する。

仙石舞（せんごく まい）
葵橋高校2年生。1980年創設で数多くのフードファイターを輩出した「過食倶楽部」の副部長で《氷山に咲く花》（フリージア）の二つ名を持つ。みのりを実の妹同然に可愛がっており、自分の目の前でみのりに告白した八千代に対して敵意を剥き出しにしている。

丑米満（うしごめ みちる）
葵橋高校3年生。《四つの胃袋を持つ男》（クアッドコア）の二つ名を持つ「過食倶楽部」部長。副部長の舞とは小学生の頃から大食い大会で張り合って来た腐れ縁が続いている。部員数の激減で全国大会出場要件を満たせず廃部の危機に見舞われていることを憂慮している。

蘭新太（あららぎ あらた）
八千代の親友。頭脳明晰でゴシップに通じており、八千代に付き合わされる形で「過食倶楽部」へ仮入部する。

町田真白（まちだ ましろ）
八千代とは互いの父親が友人同士のため幼馴染みの中学3年生。ソフトボール部に所属しており、男勝りな言葉遣いでフランクな性格。怪我で野球を断念した八千代を心配していた。

叔父（おじ）
八千代の叔父。誰も完食したことの無い30人前相当のラーメン「食神」が看板メニューの食堂・ひまわりを経営している。かなりの変人。

女子大生（じょしだいせい）
本名は不明。ひまわりの常連客で、近隣のスペシャルメニューやフードファイターの経歴に詳しい。

## 評価
第6回MF文庫Jライトノベル新人賞にて優秀賞を受賞した（受賞時のタイトルは「食神」）。同賞で審査員を務めた築地俊彦は本作について以下のように評している。
また、築地は本作を「昨今のライトノベルから背を向けたようなお話」としつつ「文庫ではなくハードカバーで出して欲しいくらい」とも述べている。

## 既刊一覧
- 内田俊（著）・まりお金田（イラスト） 『喰 -kuu-』 メディアファクトリー〈MF文庫J〉、全3巻
  1. 2010年11月30日初版第一刷発行（11月25日発売[4]）、ISBN 978-4-8401-3586-3
  2. 2011年2月28日初版第一刷発行（2月25日発売[5]）、ISBN 978-4-8401-3819-2
  3. 2011年6月30日初版第一刷発行（6月24日発売[6]）、ISBN 978-4-8401-3938-0